# Olympic (halvö)

Satellitbild av Olympic halvön.

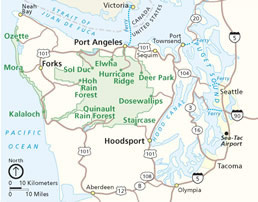
Karta med stora vägar på Olympic halvön och Olympic nationalparkens läge (grönt)

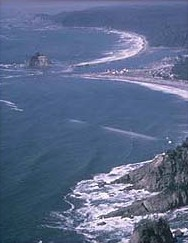
Olympic Coast National Marine Sanctuary

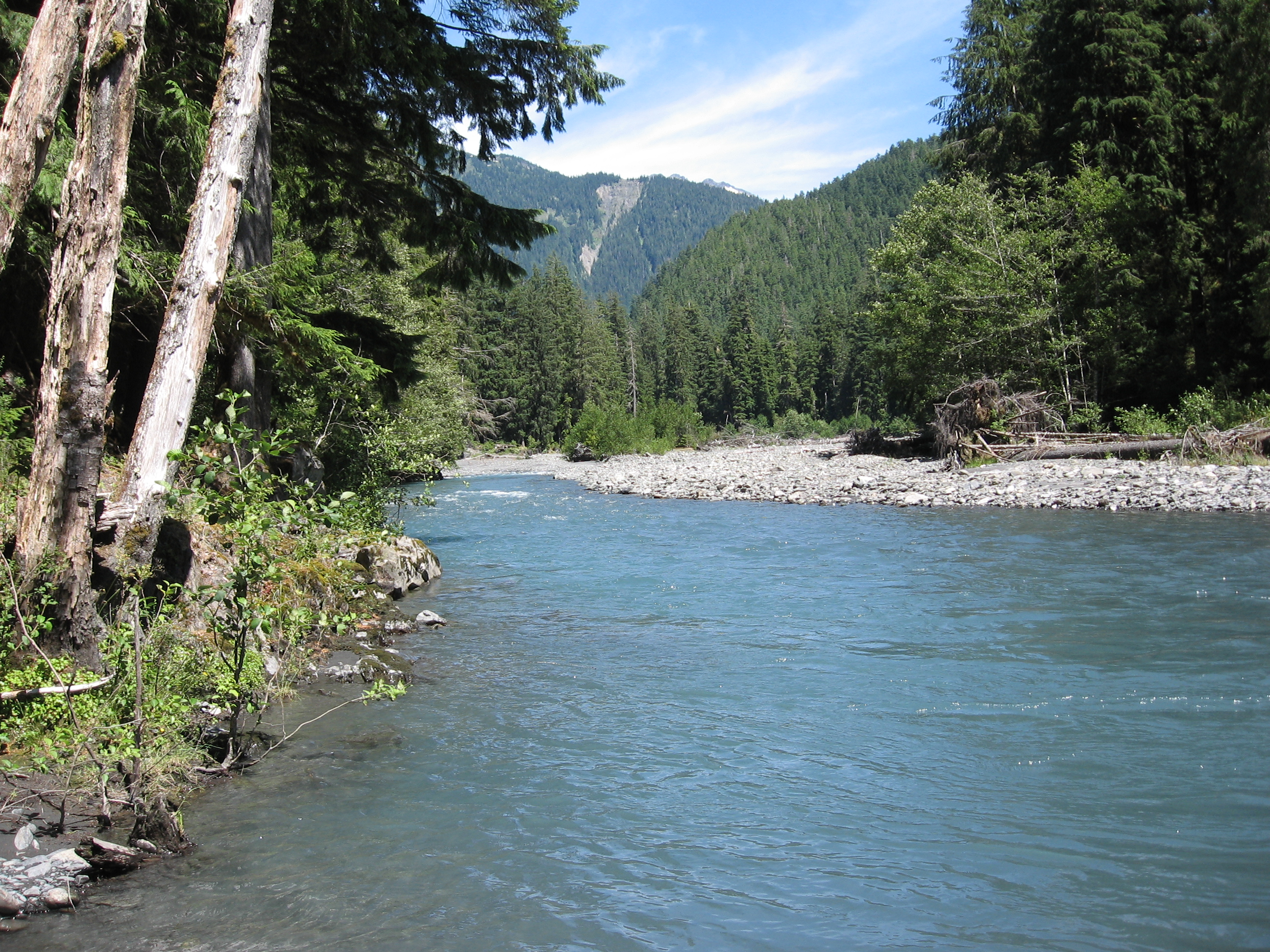
Queets River

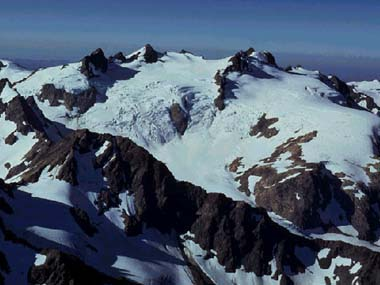
Mount Olympus

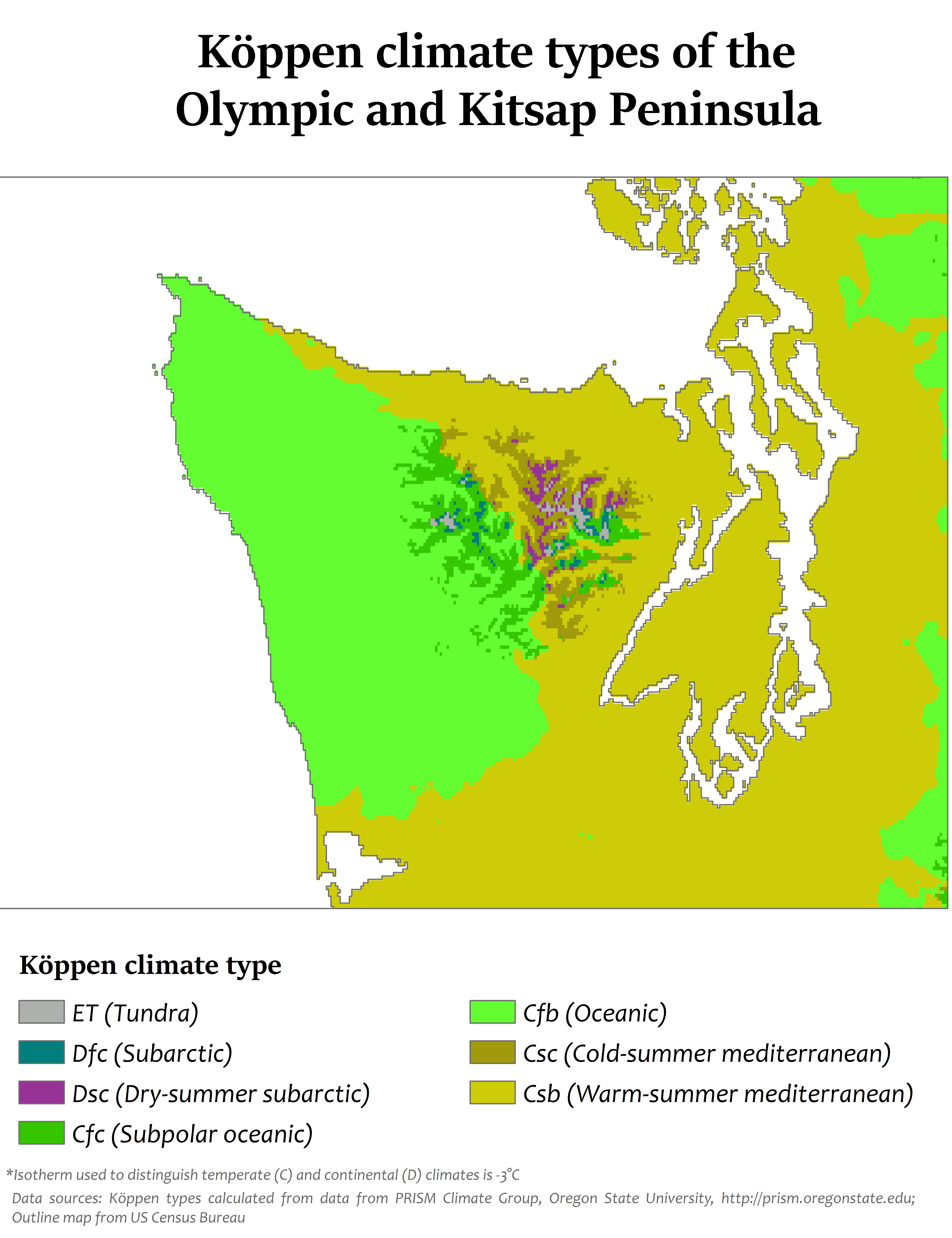
Köppen klimattyper på Olympic halvön

Halvön Olympic (engelska: Olympic Peninsula) ligger i delstaten Washington i västra USA.
Landtungan begränsas i väst av Stilla havet, i norr av Juan de Fucasundet, i öst av Pugetsundet och Kitsaphalvön samt i syd av Chehalis River och dess bifloder. Halvöns centrum utgörs av bergstrakten Olympic Mountains med toppar som under stora delar av året är snötäckta. Vid de högsta topparna förekommer även glaciärer.
Stora områden i bergstraktens nedre delar och i låglandet är täckta av tempererad regnskog. För att skydda regionen inrättades 1981 Olympic nationalpark. I nationalparken registrerades 13 endemiska djurarter och 8 endemiska växtarter. En underart av vapiti, Cervus canadensis roosevelti, bildar här hjordar som kan ha upp till 5 000 medlemmar.